# Connor Hellebuyck
Connor Charles Hellebuyck, född 19 maj 1993 i Commerce Township i Michigan, är en amerikansk professionell ishockeymålvakt i NHL-laget Winnipeg Jets. 
Hellebuyck blev uttagen till att vara USA:s målvakt under världsmästerskapet i ishockey 2015 i Tjeckien. Hellebuyck blev vald till turnerings bästa målvakt av media. Han var även med i USA:s vm-trupp 2017.